# أتسوشي فوغيوارا
أتسوشي فوغيوارا (باليابانية: 藤原敦؛ بالكانا: ふじわら あつし) هو مصور ياباني، ولد في 1963 في شيغا في اليابان.